# Fannia rafaeli
Fannia rafaeli är en tvåvingeart som beskrevs av Barros Barros de Carvalho och Márcia Souto Couri 1993. Fannia rafaeli ingår i släktet Fannia och familjen takdansflugor. Inga underarter finns listade i Catalogue of Life.